# Syldavie
La Syldavie (en syldave Zyldavja) est un pays imaginaire créé par Hergé pour Les Aventures de Tintin. Située en Europe du Sud-Est, dans les Balkans, la Syldavie apparaît dans le huitième album de la série, Le Sceptre d'Ottokar (1938), dont l'essentiel de l'intrigue se déroule dans cette contrée. La Syldavie est également un lieu de l'aventure dans Objectif Lune (1953) et On a marché sur la Lune (1954), et est évoquée dans L'Affaire Tournesol (1956).
Pour créer la Syldavie, Hergé s'inspire de différents pays des Balkans et d'Europe centrale ou orientale, mêlant différentes influences, géographiques, historiques, linguistiques et culturelles. Envahi par les Slaves, les Turcs puis la Bordurie au Moyen Âge, le pays est ensuite libéré et unifié par le roi Ottokar IV au XIVe siècle. Dans les années 1930, la Syldavie est à nouveau menacée par la Bordurie, un État totalitaire frontalier, qui met en œuvre un plan pour voler le sceptre du roi et annexer le pays. En cela, Hergé s'inspire du contexte géopolitique européen tendu, marqué par les volontés expansionnistes de l'Allemagne nazie et de l'Italie fasciste. Dans Le Sceptre d'Ottokar, la Syldavie est dépeinte, de façon assez romancée, comme une monarchie tranquille, hors de la modernité et marquée par la tradition. À l'inverse, dans Objectif Lune, le même pays est devenu une puissance industrielle, possédant un centre spatial lui permettant d'envoyer une fusée sur la Lune. Faisant partie du bloc de l'Ouest, sa rivalité avec la Bordurie s'inscrit dans le contexte de la guerre froide.

## La Syldavie dans l'œuvre d'Hergé

### Apparitions dans la série
La Syldavie apparaît dans le huitième album des Aventures de Tintin, Le Sceptre d'Ottokar, qui paraît dans les colonnes du Petit Vingtième à partir du 4 août 1938. Elle est aussi le théâtre principal ou partiel des événements survenant dans le diptyque lunaire, formé par Objectif Lune (seizième album, publié en 1953) et On a marché sur la Lune (dix-septième album, publié l'année suivante), tandis qu'elle n'apparaît qu'à travers les espions syldaves à la lutte avec les agents bordures dans L'Affaire Tournesol (1956).
La Syldavie est ainsi évoquée dès les premières planches du Sceptre d'Ottokar, alors que le professeur Nestor Halambique fait découvrir sa collection de sceaux à Tintin. Entre autres pièces de grande valeur, celle-ci renferme le sceau du roi Ottokar IV de Syldavie. Intrigué par une série d'évènements qui semblent tous rattachés à ce pays, Tintin décide finalement d'y accompagner le professeur. C'est dans l'avion qui les conduit en Syldavie que le lecteur en apprend plus sur cette petite monarchie d'« Europe orientale », par le biais d'une brochure touristique qu'Hergé insère sur trois planches. Le pays y est présenté comme fertile avec un sous-sol riche en minerais.
L'intrigue repose sur le vol du sceptre du roi Muskar XII orchestré par un groupe de conspirateurs à la solde de son puissant voisin, la Bordurie. La perte du sceptre menace directement le trône : selon une tradition séculaire, ce dernier doit se présenter sceptre en main le jour de la Saint-Wladimir, soit trois jours après le vol, sous peine de devoir abdiquer. Remontant la piste des voleurs, Tintin et Milou parviennent à déjouer les manœuvres des conspirateurs et rapportent à Klow, la capitale, le précieux insigne du pouvoir.
Tintin retrouve la Syldavie bien des années plus tard, après que le professeur Tournesol, apparu entre-temps dans la série, a été approché par les autorités syldaves pour participer à un programme d'exploration lunaire. Bien que mené dans le plus grand des secrets, ce programme intéresse des espions à la solde d'un pays étranger. Dans ce diptyque, le roi n'est pas cité. Seul son ancien aide de camp, le colonel Boris, qui avait pris part au complot, fait une apparition remarquée dans On a marché sur la Lune : c'est lui qui est placé par les espions étrangers au sein de la fusée pour tenter de la détourner, un moyen pour lui de prendre sa revanche sur Tintin. Les paysages syldaves sont assez peu mis en avant dans ce diptyque, à l'exception de la route qui va de l'aéroport au centre de recherches spatiales, de même que les montagnes qui dissimulent ce lieu hautement secret et sécurisé.
Dans l'album suivant, L'Affaire Tournesol, la Syldavie n'est que brièvement évoquée. Dans la première partie de l'aventure, des agents secrets syldaves tentent par tous les moyens d'empêcher leurs ennemis bordures d'enlever le professeur Tournesol, en vain. Ce dernier est alors l'inventeur d'une arme terrifiante, dont les conséquences seraient désastreuses pour l'humanité en cas d'utilisation détournée. Cette arme de destruction massive attire la convoitise de la dictature bordure. L'enlèvement ayant réussi, Tintin et le capitaine Haddock se rendent en Bordurie pour délivrer le professeur Tournesol, ce qu'ils réussissent en bénéficiant de l'aide ponctuelle de Bianca Castafiore. À la fin de l'album, ils parviennent à franchir la frontière borduro-syldave dans un char de l'armée bordure.
Enfin, Tintin et le Lac aux requins, dessin animé (1972) puis album scénarisés par Greg, est une aventure qui se déroule entièrement en Syldavie.

### Géographie

#### Géographie générale
La Syldavie (en syldave, Zyldavja), « royaume du pélican noir », est un petit État d'Europe de l'Est dont la population est évaluée à 642 000 habitants, appelés les Syldaves, à la fin des années 1930. Le pays se compose de deux grandes vallées, celle du fleuve Wladir et celle de son affluent le Moltus qui se rejoignent à Klow, la capitale, qui est aussi la plus grande ville du pays, avec 122 000 habitants à la même époque.
Le relief du pays est assez accidenté : les deux vallées fluviales sont bordées de larges plateaux couverts de forêts et entourées de hautes montagnes, le massif des Zmyhlpathes, riche en gisements d'uranium, dont l'un des sommets est le Zstopnohle. La fin du nom est prise aux Carpathes (selon l'ancienne graphie, utilisée par exemple dans le roman de Jules Verne : Le Château des Carpathes) mais sa sonorité rappelle les myriapodes (« mille-pattes »). Le paysage montagneux dans lequel évolue le journaliste à la poursuite du sceptre, entre Syldavie et Bordurie, est similaire à ceux des Alpes dinariques (ou Dinarides), massif des Balkans occidentaux, de type karstique. D'ailleurs, les environs du lac de Skadar, sur la frontière entre l'Albanie et le Monténégro, abritent un Parc national abritant de nombreuses espèces d'animaux différents, dont l'emblématique pélican frisé.
Le pays est limitrophe de la Bordurie. Il possède également une façade maritime, où se trouvent les villes portuaires de Dbrnouk, sur la côte sud, et Douma, qui assure une liaison régulière avec Marseille par hydravion.
Une des frontières communes des deux pays est le lac de barrage de Flachizjhaf, qui sert d'ailleurs de repaire au brigand Rastapopoulos dans Tintin et le Lac aux requins. Le nom de ce lac est inspiré de l’expression « Jef! de flech’is af » « Jef, la flèche est tombée ! » bien connue de l'époque d'Hergé, venue du monde des tramways et signifiant que la flèche (moyen de captation du courant de traction du tram) est hors du fil (décâblée). Klow étant sur la route du lac, la police fluviale syldave basée à Klow peut s'y rendre facilement.
Des sources thermales sulfureuses jaillissent notamment à Klow, pour soigner les affections cardiaques, et à Kragoniedin, pour traiter les rhumatismes. Parmi les autres villes du pays figurent notamment Istow, située à 55,9 km de Klow, Sbrodj, située dans le massif des Zmyhlpathes et qui abrite le centre spatial, Tesznik à 85,8 km de Klow, Zlip,, Foghelpick, ancien village frontalier avec la Bordurie, évacué et englouti lors de la création du lac de barrage de Flachizjhaf, ou encore le village de Niedzdrow, situé dans la vallée du Wladir.
Ce pays offre "des zones non peuplées, désertiques et rocailleuses", idéales pour faire décoller une fusée. Il a sa propre compagnie aérienne, la Syldair.

#### Klow (Клов)
Klow est peuplée de 122 000 habitants (à la fin des années 1930). C'est une ville typique des Balkans jadis ottomans, avec ses minarets. Son nom est peut-être inspiré par Kiev ou Lviv en Ukraine (en polonais : Kijów et Lwów) ou encore Cluj en Roumanie. Son apparence rappelle celle de plusieurs villes, dont Bitola, en Macédoine du Nord.
Elle fut fondée aux alentours de 1127 sur les ruines de la capitale turque de Syldavie (Zileheroum). Son nom qui signifie « ville reconquise » vient du syldave “kloho” (conquête) et de “ow” (ville). Ses sources thermales sont particulièrement réputées contre les affections cardiaques.

### Politique
Dans Le sceptre d'Ottokar, la Syldavie est une monarchie. Le peuple est très attaché à son roi et aux traditions, notamment au défilé annuel du souverain muni de son sceptre.
Le souverain, Muskar XII, est menacé un temps de perdre son trône et l'indépendance du royaume, devant les menées de son puissant voisin, la Bordurie, et du traître, le colonel Jorgen. Ce dernier, pour faire annexer le pays à la Bordurie, tente de profiter d'un inconvénient des traditions syldaves. Celles-ci stipulent que le roi doit être vu, le jour de la fête nationale, tenant en main le sceptre d'Ottokar IV. Une machination est menée pour voler le sceptre et forcer le roi à abdiquer, mais elle est mise en échec par Tintin. Muskar XII apparaît comme un roi bon et bienveillant et tient Tintin en grande estime pour avoir sauvé son règne.
Le chef du protocole de la cour est le baron Halmazout. Le Ministre de l'Air est Schzlozitch.
Dans les albums ultérieurs où la Syldavie apparaît, le roi n'est plus mentionné. Tout lien entre Tintin et lui semble avoir disparu, comme si, dans l'intervalle, la monarchie avait été abolie.
Dans L'Affaire Tournesol par exemple, la réflexion de l'un des douaniers syldaves concernant « le régime » [dictatorial] bordure de Pleksy-Gladsz, peut laisser penser que la Syldavie n'est pas un régime autoritaire. Pourtant, dans cet album, des agents syldaves kidnappent Tournesol, comme si ce dernier n'avait pas dirigé le programme lunaire depuis la Syldavie et comme s'ils ignoraient les liens amicaux qui unissent Tintin et le roi. Ces agents ne semblent à aucun moment chercher à sauver Tournesol des griffes des Bordures, ni à collaborer avec Tintin et Haddock à cet effet. Il n'est donc pas possible de dire quelle est la nature du régime syldave dans cet album.
La Syldavie est dotée d'une police spéciale, la Zekrett Politzs (Zepo), chargée de la lutte contre le sabotage et l'espionnage.

### Économie, culture et traditions
Le sous-sol syldave est riche en minerais de toutes sortes, notamment en uranium. Les plaines sont très fertiles, ce qui favorise la culture du blé, du bois de chauffage, ainsi que l'élevage des chevaux. Ces produits sont exportés, au même titre que l'eau minérale de Klow, même si le pays produit également un vin rouge, le szprädj.
La capitale, Klow, compte les principaux monuments historiques ou culturels du pays. Le Palais royal est le lieu de résidence du roi de Syldavie. Il abrite notamment la Galerie des Fêtes, où sont donnés des spectacles, ou la salle du Trône, dans laquelle se déroulent les cérémonies de remise des distinctions honorifiques le jour de la saint Wladimir. Le Kursaal de Klow est une salle de spectacle où sont donnés des opéras et où se produisent de grandes célébrités, comme la cantatrice Bianca Castafiore. La ville compte également un Musée d'Histoire naturelle qui renferme des collections de fossiles, parmi lesquels un squelette de diplodocus gigantibus.
Le château Kropow est une forteresse située à l'écart de la ville. Le Trésor royal est conservé dans une salle qui jouxte celle des Archives nationales, au centre de la Tour Carrée du château.
Le szlaszeck est un plat typique syldave, à base de viande et accompagné de champignons. La blouchtika est une danse traditionnelle syldave, popularisée dans le long métrage d'animation Tintin et le Lac aux requins. Les violonistes syldaves sont également renommés. Enfin, le khôr est la monnaie syldave.

### Langue
La Syldavie a sa langue propre, le syldave. Cette langue est créée en même temps que le pays par Hergé. Il cherche à lui donner une apparence slave, en utilisant des terminaisons rappelant le polonais ou le russe comme les suffixes -sz, -cz, -itsch ou -ow. Toutefois, le syldave est une langue germanique, dont l'essentiel du vocabulaire provient du Brusseleer, dialecte flamand parlé à Bruxelles (plus particulièrement le marollien, parlé dans le quartier Bruxellois des Marolles et langue de la grand-mère maternelle d'Hergé). Certains aspects de la grammaire sont empruntés à l'allemand, et une partie du vocabulaire provient également du wallon et du français.
Hergé s'est inspiré du marollien pour construire la langue des Arumbayas, ainsi qu'une bonne partie des noms propres pour les besoins de ses histoires. Voici quelques exemples :
| Syldave   | Néerlandais | Allemand  | Russe       | Français |
| --------- | ----------- | --------- | ----------- | -------- |
| werkhven  | werken      | Werken    | raboty      | travaux  |
| wertzragh | vertragen   | verspäten | zamyedlyat' | ralentir |
| kzommet   | komen       | kommen    | prittí      | venir    |
| döszt     | dorst       | Durst     | jajda       | soif     |
| ihn       | in          | in        | v           | dans     |

Dans Le Sceptre d'Ottokar, la devise du pays est Eih bennek, eih blavek, dont la traduction est réputée être « Qui s'y frotte s'y pique ». L'expression est surtout à rapprocher du marollien, ou du néerlandais Hier ben ik, hier blijf ik, signifiant en réalité « J'y suis, j'y reste » (ou littéralement, dans l'ordre des mots en néerlandais « Ici suis-je, ici resté-je »).

### Histoire

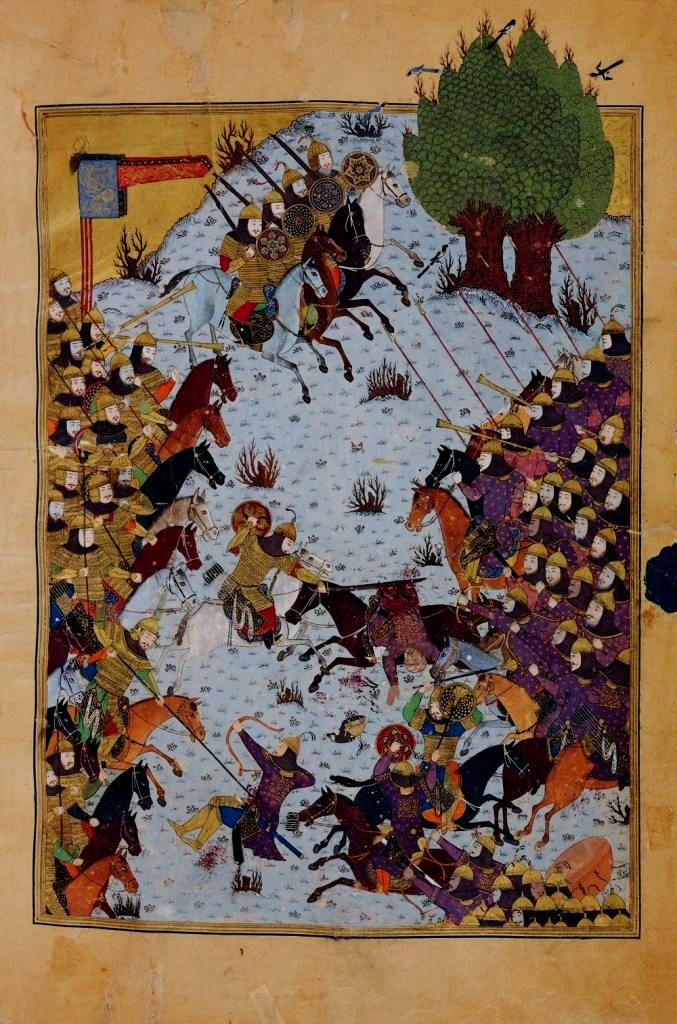
La miniature de la bataille de Zileheroum reproduite dans la brochure touristique lue par Tintin semble inspirée par les miniatures persanes du XV. D'ailleurs, la miniature de la brochure date de la même époque.

La Syldavie est peuplée de tribus nomades, dont l'origine inconnue, jusqu'au VIe siècle, date à laquelle elle est conquise par les Slaves. Au Xe siècle, son territoire est envahi par les Turcs qui refoulent les Slaves dans les montagnes et occupent la plaine. En 1127, le chef slave Hveghi mène une révolte : à la tête d'une troupe de volontaires, il s'empare des villages turcs isolés avant de se rendre maître d'une grande partie du territoire syldave. Ses troupes défont l'armée turque lors de la bataille de Zileheroum, la capitale.
Hveghi est alors élu roi sous le nom de Muskar. Après avoir rebaptisé la capitale sous le nom de Klow, il assure à son pays une période de paix et de prospérité jusqu'à sa mort en 1168. Son fils aîné lui succède sous le nom de Muskar II, mais son pouvoir est affaibli. Envahie de nouveau, la Syldavie est annexée par la Bordurie en 1195.
En 1275, le baron Almazout chasse les occupants et devient roi deux ans plus tard sous le nom d'Ottokar Ier, mais les seigneurs qui l'ont aidé dans sa reconquête le contraignent à leur accorder une charte copiée sur la Magna Carta de Jean sans Terre : c'est le début de la féodalité en Syldavie. Après sa mort en 1298, ses successeurs ne peuvent empêcher les seigneurs de renforcer leur puissance et de fortifier leurs châteaux. Ce n'est que sous le règne d'Ottokar IV, monté sur le trône en 1360, que le pays est réellement unifié. En conflit avec le baron Staszrvich, qui revendiquait son trône, le roi assène un coup de sceptre à son rival. Il déclare alors qu'à compter de ce jour, le roi doit se présenter chaque année devant la foule, muni de son sceptre, lors de la fête nationale, le jour de la Saint Wladimir.
Dans les années 1930, le roi Muskar XII, descendant d'Ottokar IV, est mis en difficulté par Müsstler, chef du parti « La Garde d'Acier », qui organise un complot afin de subtiliser le sceptre et de contraindre le roi à abdiquer, préparant ainsi l'annexion du pays à la Bordurie. Avec le soutien de Tintin, le complot est finalement déjoué.
Dans la seconde moitié du XXe siècle, le gouvernement syldave entreprend la construction d'un Centre de recherches atomiques à Sbrodj, après la découverte d'un riche gisement d'uranium dans le massif des Zmyhlpathes. C'est de là qu'est lancée la fusée lunaire X-FLR 6 conçue et pilotée par le professeur Tournesol.

## Syldavie et monde réel: des inspirations multiples

### Inspirations littéraires et culturelles

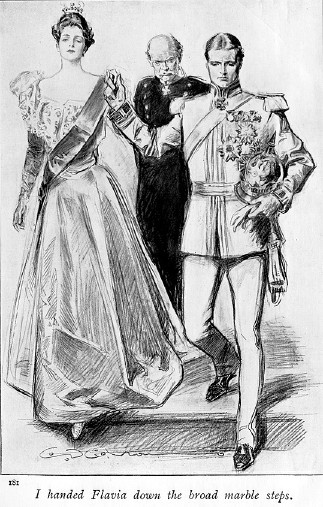
Un extrait du Prisonnier de Zenda, d'Anthony Hope, pionnier de la romance ruritanienne.

Le Sceptre d'Ottokar s'inscrit dans la tradition de la romance ruritanienne, un genre littéraire très en vogue au tournant du XXe siècle qui met en scène de petits États germaniques ou balkaniques et qui sont autant de monarchies d'opérette pouvant évoquer les micro-États, nés des décombres du Saint-Empire, qui précèdent la construction de l'unité allemande. La première évocation de ce genre littéraire date de 1894 et du roman Le Prisonnier de Zenda d'Anthony Hope, dont l'action se déroule en Ruritanie. En France, Pierre Benoit rencontre un grand succès avec son roman Koenigsmark en 1918, mais la bande dessinée n'est pas en reste : après Hergé et son Sceptre d'Ottokar, Franquin envoie ses héros Spirou et Fantasio au Bretzelburg, au sein d'un album dont l'intrigue rappelle à bien des égards celle du Sceptre.
Par ailleurs, l'ambiance et les décors fastueux de la cour de Muskar XII évoquent ceux de La Veuve joyeuse, une opérette autrichienne composée par Franz Lehár au début du XXe siècle et adaptée au cinéma par Erich von Stroheim en 1925 puis Ernst Lubitsch en 1934, tandis que l'atmosphère de conspiration qui entoure la Syldavie se réfère au recueil de reportages d'Albert Londres, Les Comitadjis ou le terrorisme dans les Balkans, publié en 1932.
Pour K. E. Fleming, La Syldavie apparaît comme un archétype des Balkans, reposant sur le stéréotypes que tous les pays de cette région seraient plus ou moins interchangeables et partageraient des traits culturels, historiques, politiques et ethniques. Le pays se rapproche ainsi de la Herzoslovaquie inventée par Agatha Christie dans Le Secret de Chimneys (1925).

### Références historiques

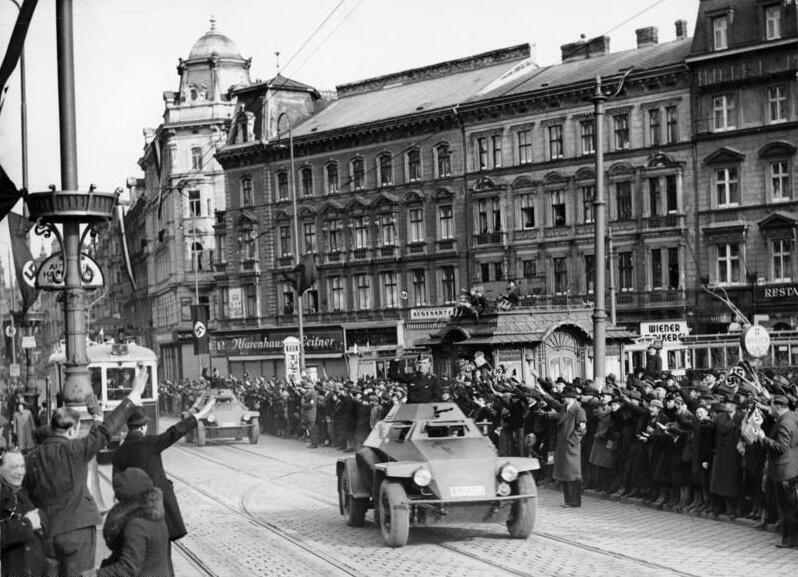
L'arrivée des unités blindées allemandes à Vienne lors de l'Anschluss en mars 1938.

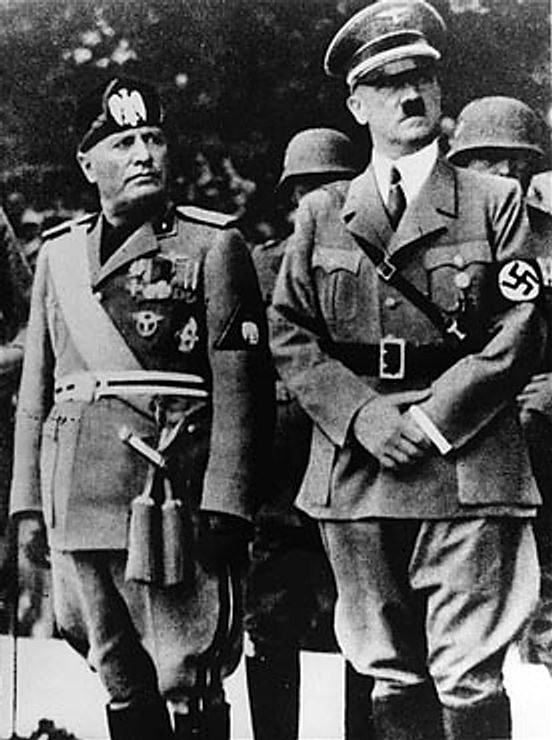
Benito Mussolini et Adolf Hitler.

### Architecture et paysages

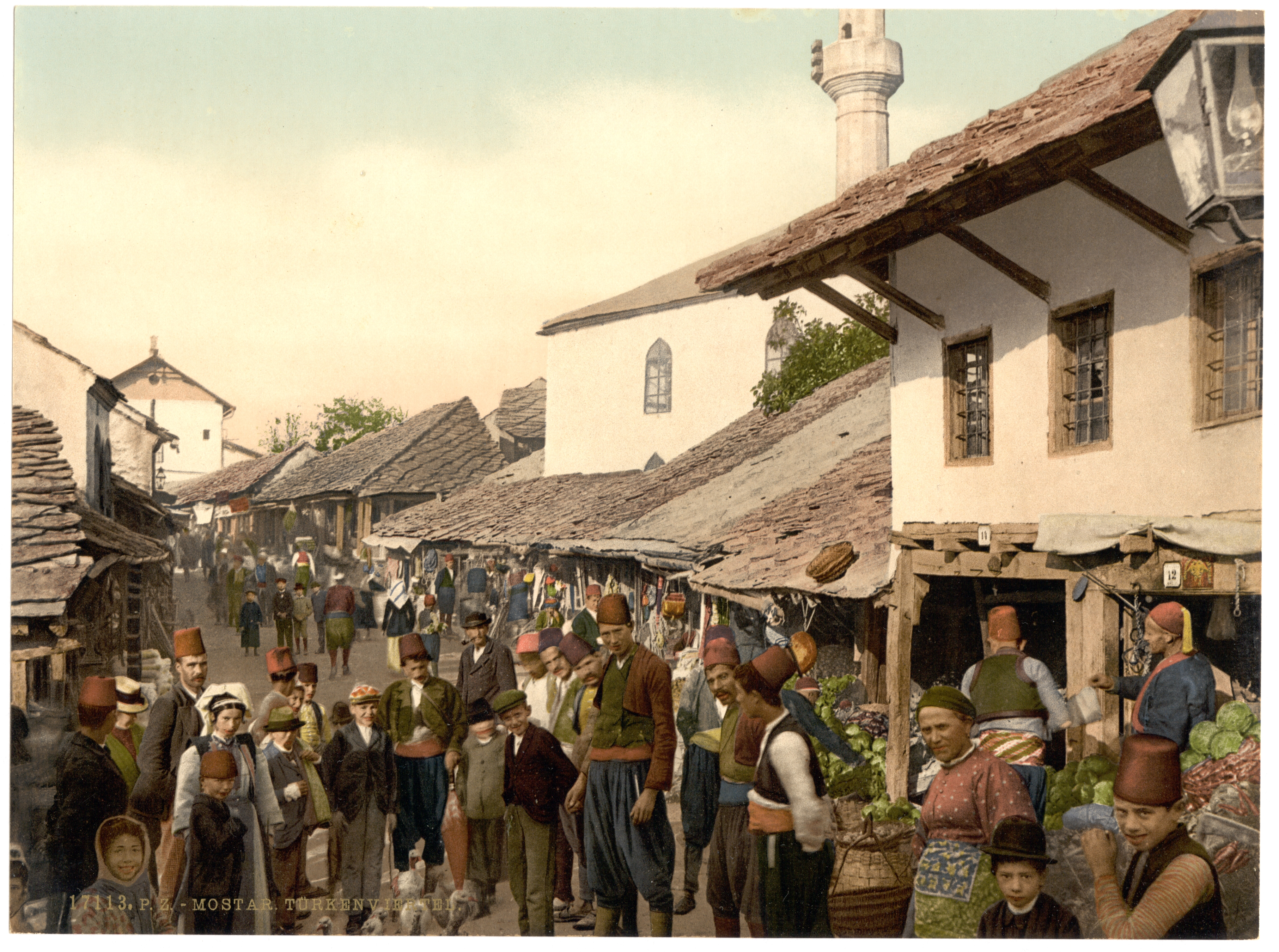
Les villages et paysages syldaves sont inspirés de ceux des Balkans au début du XXe siècle.

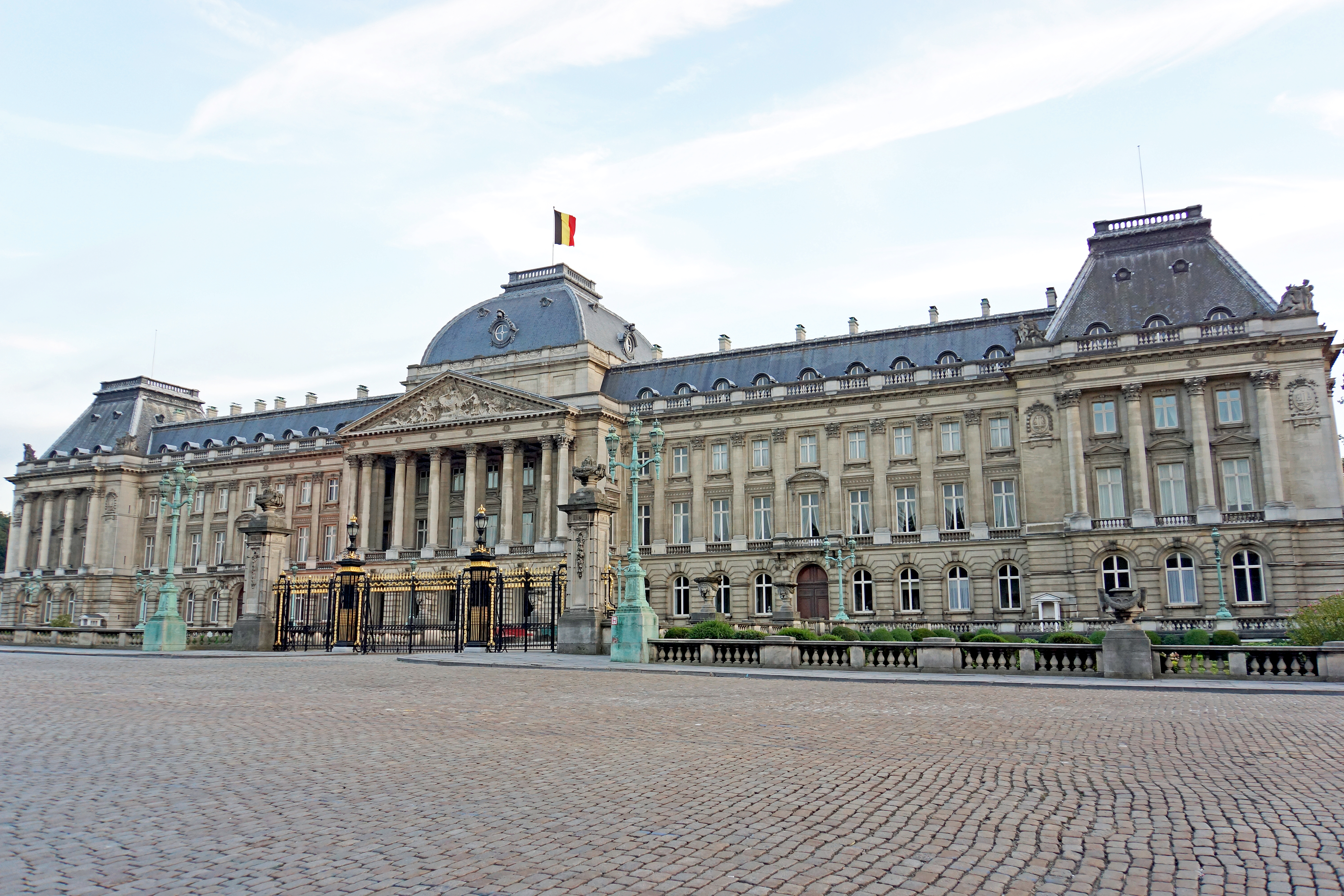
Le palais royal de Bruxelles inspire celui de Klow.

Monuments inspirant les décors du château de Kropow.
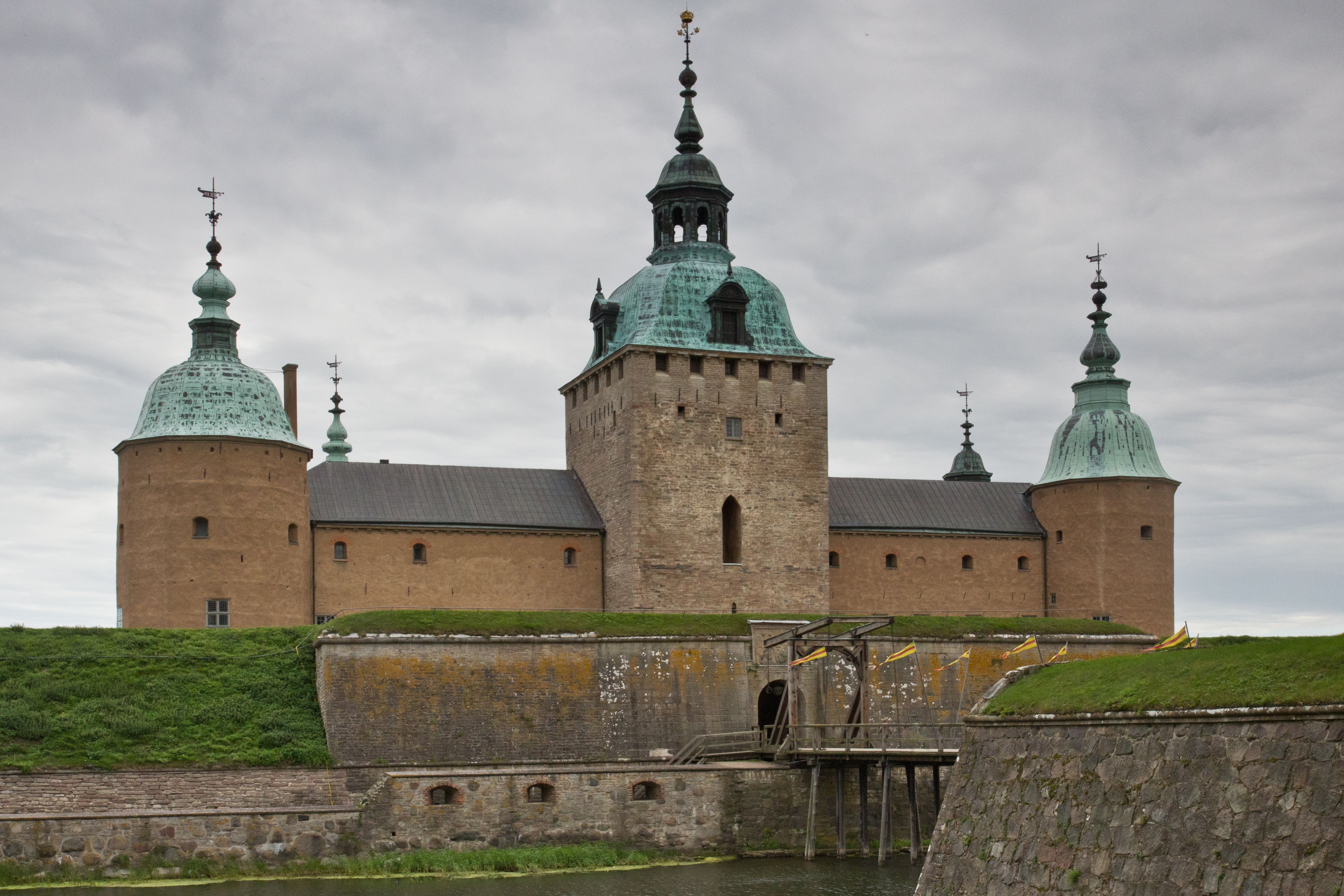
Le château de Kalmar.
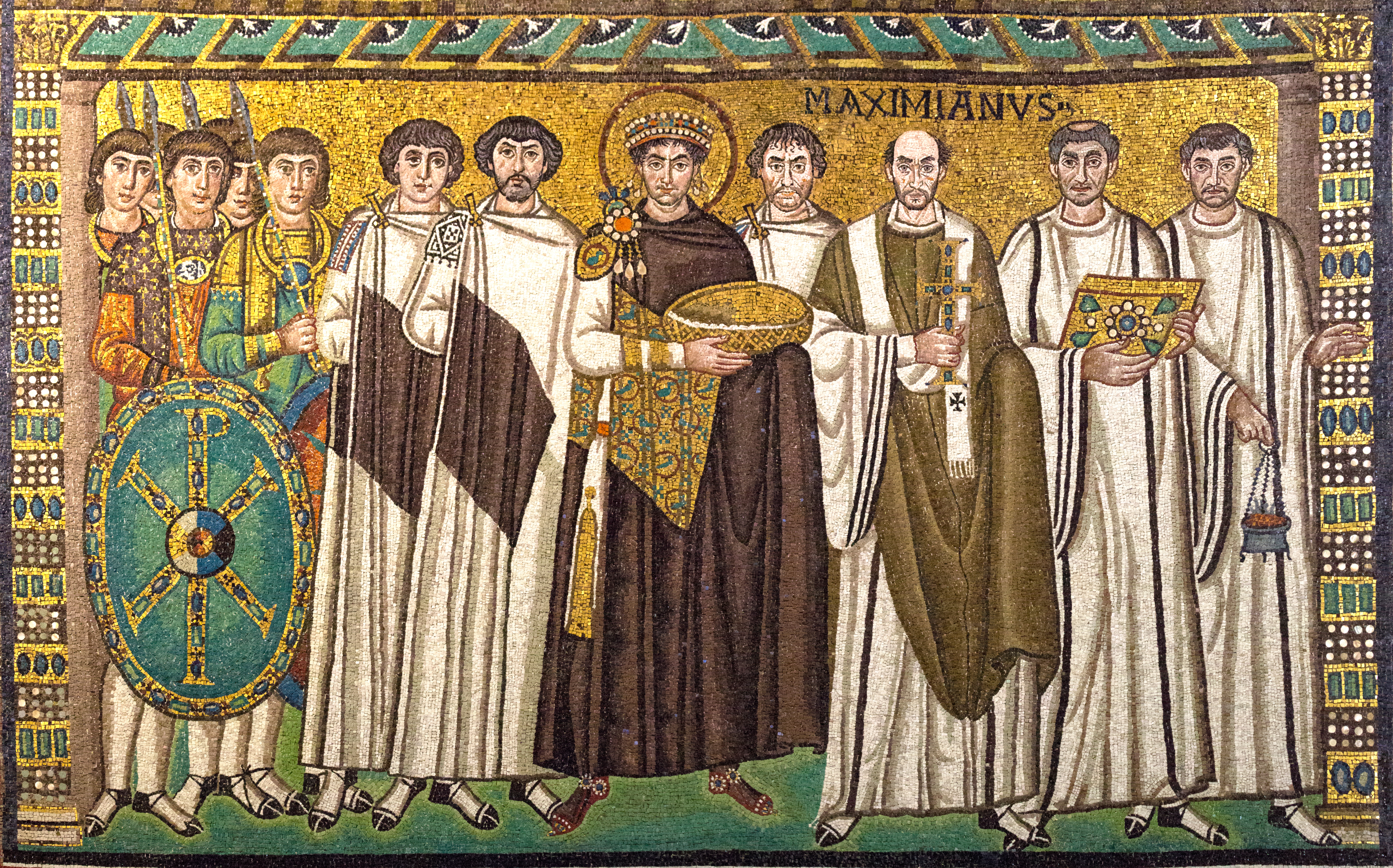
Fresque de la basilique Saint-Vital de Ravenne.
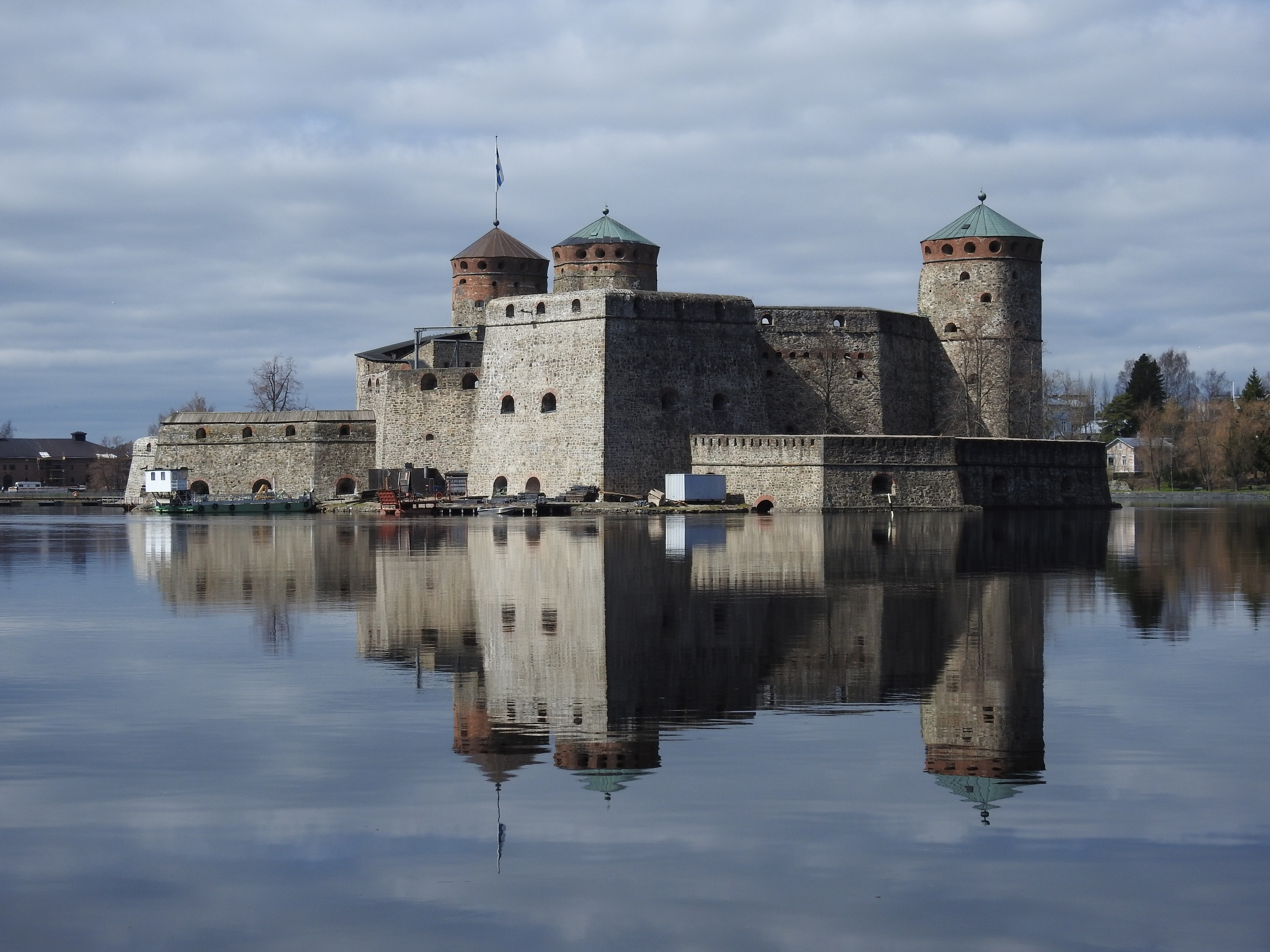
La forteresse Olavinlinna.

### Le roi et son sceptre

Sosies crédibles du roi Muskar XII.
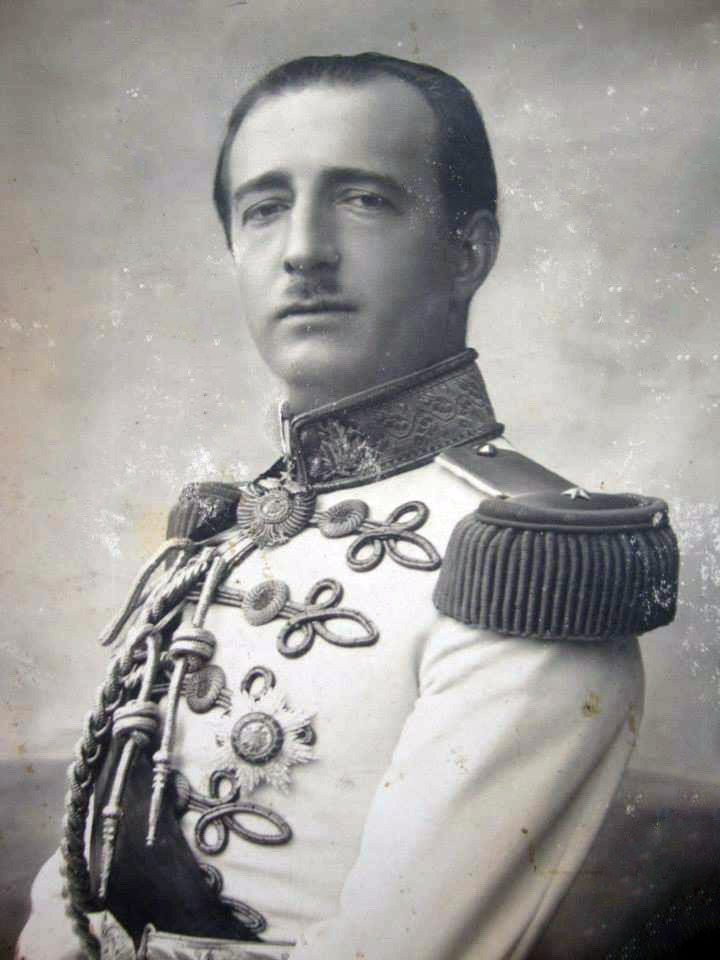
Zog Ier, roi d'Albanie.
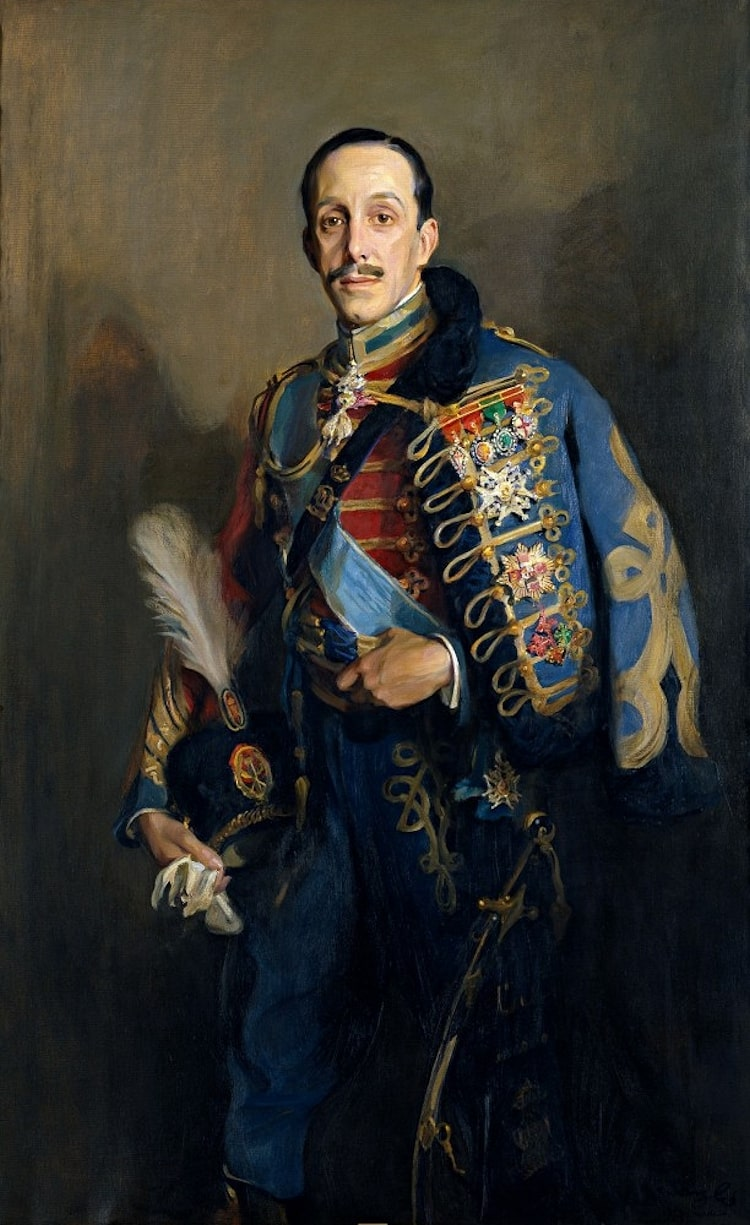
Alphonse XIII, roi d'Espagne.
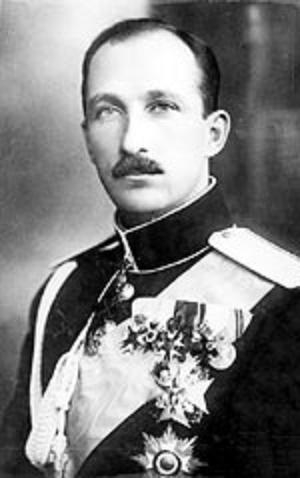
Boris III, roi de Bulgarie.
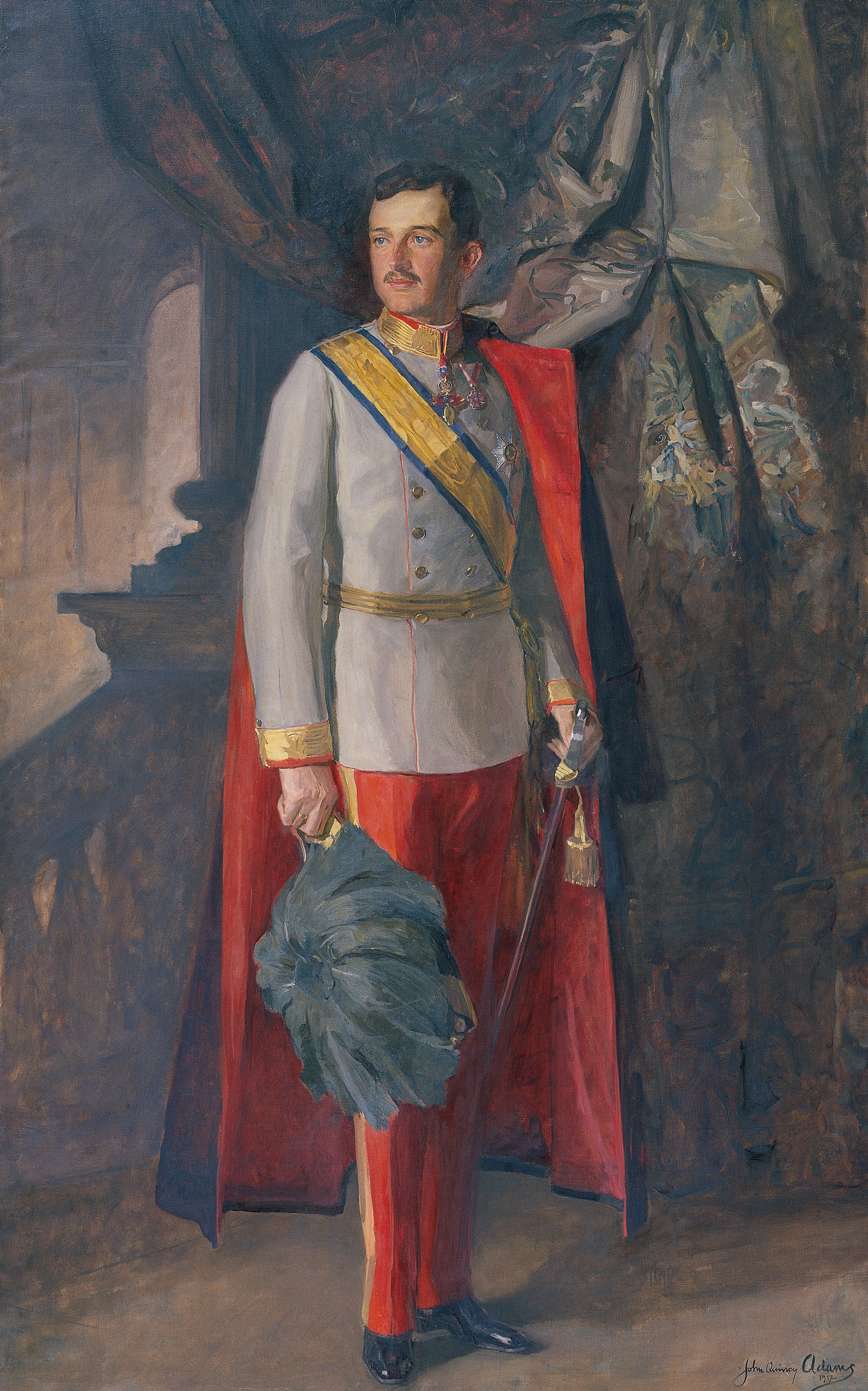
Charles Ier (empereur d'Autriche), empereur d'Autriche.
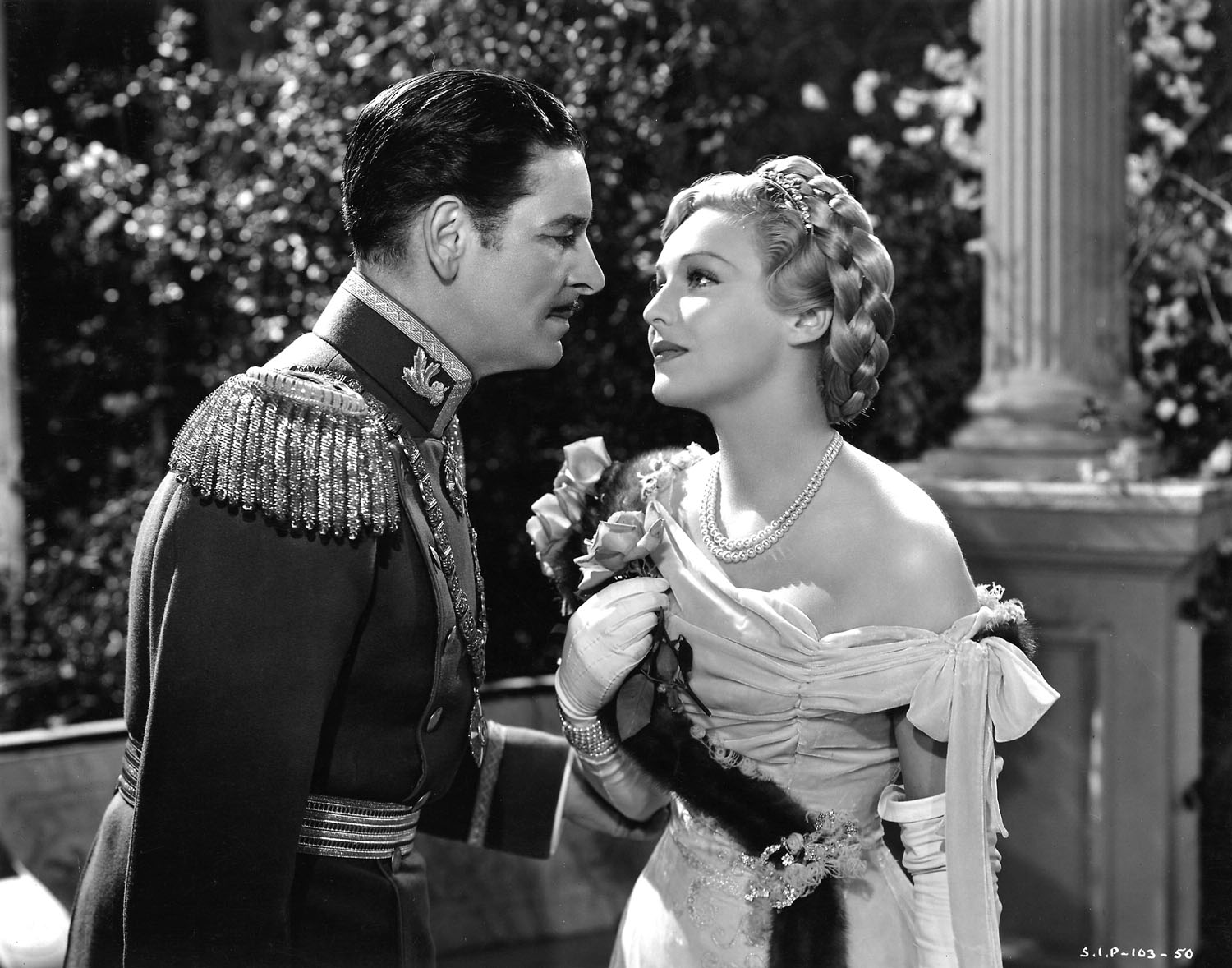
Ronald Colman dans Le Prisonnier de Zenda.

Comparaison de drapeaux et de blasons.
Bannière du Saint-Empire.
Drapeau de Flandre.
Drapeau de l'Albanie.
Armoiries de la Silésie.